# Giacomo Magioncalda
Giacomo Magioncalda (Genova, 11 marzo 1899 – ...) è stato un calciatore italiano.

## Carriera
Iniziò tra le file del Varazze, nei tornei amichevoli che si svolgevano al posto del normale campionato interrotto a causa della guerra.
Passò nel 1920 al Genoa, con il quale scese in campo solo in tre occasioni, esordendo nella stagione 1920-1921, in massima serie, nella pareggio esterno per uno ad uno il 5 dicembre 1920 contro la SPES Genova.
Con il Grifone raggiunse il secondo posto del girone semifinale A della Prima Categoria 1920-1921.
La stagione seguente passa all'U.S. Quarto rimanendovi un solo anno poiché nel 1922 passa al Ruentes, raggiungendo lo spareggio perso contro il Veloci Embriaci per la promozione.
Torna all'U.S. Quarto nella stagione 1923-1924, in cadetteria, che in quell'annata retrocede con zero punti dalla Seconda Divisione della Lega Nord.